# Stadion Stará střelnice
Stadion Stará střelnice je zaniklý fotbalový stadion v Ostravě. Oficiálně byl otevřen 19. srpna 1934 zápasem tehdejšího SK Slezská Ostrava proti DSK Unie Moravská Ostrava (5:0). Především díky svým dřevěným tribunám na stání mohl pojmout až 33 000 diváků. Stadion využíval SK Slezská Ostrava (později Baník Ostrava) až do roku 1958, než se v následujícím roce 1959 přestěhoval na stadion Bazaly.
Neobvyklou dominantou areálu byla lanová dráha z roku 1928, která vedla podél severozápadní tribuny stadionu, a proto také v jejích místech stály dva stožáry lanovky. Sloužila k přepravě uhlí z dolů Ida a Terezie (Petr Bezruč) do koksovny Karolina a obráceným směrem k odsunu jaloviny na haldy Ida a Ema, a to až do srpna 1977.

## Historie

### Příprava a stavba stadionu
SK Slezská Ostrava (dnes FC Baník Ostrava) neměl po svém založení v roce 1922 vlastní hřiště. Až v roce 1925 obecní zastupitelé městské části Slezská Ostrava povolili klubu pronájem pozemku v oblasti zvané Kamenec, na kterém bylo posléze zřízeno hřiště na Kamenci. Toto hřiště však svým povrchem, rozměry ani zázemím nevyhovovalo účasti ve vyšších soutěžích. A protože se Slezské dařilo a sen v podobě postupu do divize (tehdy druhé nejvyšší soutěže) se v roce 1934 začal přibližovat, kluboví činovníci se začali poohlížet po novém hřišti.
Vyhlédli si pozemky bývalého parku v oblasti Staré střelnice , kde v roce 1891 kvůli hrozbě dalších záplav a nebezpečnosti vůči okolním obyvatelům ukončil svou činnost moravsko-ostravský střelecký spolek. Tyto pozemky patřily hraběti J. Wilczkovi, který je získal teprve v roce 1932 výměnou za jiné pozemky v Moravské Ostravě (restauraci i park na Staré střelnici v roce 1933 uzavřel). Tehdejší klubový předseda Rudolf Válek potřeboval přesvědčit hraběte, aby podepsal smlouvu o pronájmu právě s klubem ze Slezské, neboť o tyto pozemky se ucházel i zdejší německý tělovýchovný spolek (tehdy zvaný "Turnverein").
"Jednoho večera přiběhl za mnou bratr František. Dověděl se, že sad na Staré střelnici má být zrušen a na jeho místě vybudováno hřiště, které tehdejší ředitel Wilczkových dolů Höfer slíbil německému Turnvereinu. Po probdělé noci časně ráno jsem čekal na ředitelství všemocného direktora Höfera, ale ten se mnou skoro ani nemluvil. Odbyl mě zkrátka, že je již rozhodnuto a pozemek Staré střelnice dostane Turnverein, a že se nedá nic dělat. Řekl jsem si, že když ne kovaříček, tak kovář a společně s bratrem a redaktorem Kristinem, který nám dělal tlumočníka, jsem se rozjel přímo za hrabětem Wilczkem. Bez krejcaru v kapse, pustil jsem se do jednání a podařilo se mi skoro po dvou hodinách ho přesvědčit, že podíl na vstupném jako nájem mu vynese více, než by dal Turnverein, a tak jsem odjížděl s potvrzenou smlouvou v kapse.“ vzpomínal předseda Válek, který spolu se dvěma dalšími účastníky jednání tehdy patřil k hlavním postavám klubu. S hrabětem Wilczkem ujednal, že za první rok pronájmu bude dostávat 1 % z hrubé tržby na vstupném a v dalších čtyřech letech se má jeho výnos vždy o procento zvyšovat.
Po uzavření smlouvy se stovkám ochotných příznivců Slezské podařilo v létě roku 1934 z holého pozemku na Staré střelnici připravit nové hřiště pro svůj oblíbený klub za pouhých šest týdnů. Hlavně havíři chodili tenkrát rovnou ze směny nebo na noční šichty dřív, aby mohli přispět svým dílem. Areál byl postupně dostavován a modernizován, koncem roku 1934 bylo hřiště oploceno a byla k němu postavena 25 metrů dlouhá krytá dřevěná tribuna. Ve finální podobě bylo hřiště obklopeno čtyřmi dřevěnými tribunami na stání, některé byly i kryté. Byly provedeny také zkoušky s instalací umělého osvětlení, 4. listopadu 1934 se zde poprvé v historii Československa odehrál fotbalový zápas pod (vypůjčeným a jednorázově nainstalovaným) umělým osvětlením. Slezská měla přislíbenou exhibici maďarského národního mužstva a vypůjčila si na tu slávu od moravskoslezských elektráren 36 reflektorů, které byly ve spolupráci s dobrovolníky z řad fanoušků nainstalovány na přistavené stožáry. Reprezentanty nakonec nahradil výběr budapešťských ligových klubů, který si odvezl překvapivou porážku 4:3. Popularita, kterou klubu utkání pod umělým osvětlením přineslo, byla nevyčíslitelná.

### Odehraná utkání
K prvnímu zápasu na Staré střelnici nastoupilo mužstvo SK Slezská Ostrava 12. srpna 1934 proti DSV Troppau (2:2), ale k oficiálnímu otevření stadionu došlo až o týden později. 19. srpna 1934 proběhlo slavnostní otevření nového stadionu, nechyběly proslovy veřejných a sportovních činitelů (mj. i zmíněného ředitele dolů Höfera), slavnostní průvod sportovních klubů a konečně první zápasy. Nad hřištěm prolétlo letadlo, které shodilo míč se stuhami věnovanými SK Moravská Ostrava přátelskému klubu ze Slezské. Předseda SK Slezská Ostrava Rudolf Válek byl za své zásluhy při vybudování nového stadionu odměněn vavřínovým věncem. Mužstvo SK Slezská Ostrava oslavilo otevření svého nového hřiště výrazným vítězstvím nad donedávným rivalem z I. třídy DSK Unie Moravská Ostrava, kterou v turnaji o Zlatý pohár porazilo 5:0.
Poté přišla na řadu první soutěžní utkání sezóny 1934/35 v moravskoslezské divizi, do které Slezská čerstvě postoupila a hrála ji tak na novém stadionu na Staré střelnici. Prvním domácím soupeřem byl SK Královo Pole, proti kterému dal za Slezskou první divizní gól její odchovanec Adolf Pleva. Dále se v této sezóně Slezská v rámci divize utkala s SK Moravskou Slavií Brno, SK Baťa Zlín, PKS Polonia Karwina, SK Přerov, SK Hanácká Slavia Kroměříž a SK Husovice. Po 14 zápasech z toho bylo druhé místo za brněnskou Slavií. V další divizní sezóně 1935/36 se Slezská utkala opět s SK Baťa Zlín, PKS Polonia Karwina, SK Přerov, SK Hanácká Slavia Kroměříž a SK Královo Pole. Divize byla v této sezóně rozšířena z 8 na 12 týmů a tak se mezi nováčky objevili SK Ostravská Slavia Ostrava, SK Slovan Moravská Ostrava, SK Olomouc, SK Moravia Brno, SK Žabovřesky, nebo také SK Fryštát. Po 22 zápasech z toho bylo opět druhé místo, tentokrát za zlínským klubem. V další divizní sezóně 1936/37 se Slezská utkala opět s SK Baťa Zlín (který se v kvalifikačním turnaji neprobojoval do Státní ligy), SK Hanácká Slavia Kroměříž, PKS Polonia Karwina, SK Slovan Moravská Ostrava, SK Přerov, SK Ostravská Slavia Ostrava, SK Moravia Brno, SK Královo Pole, SK Olomouc ASO, SK Žabovřesky a se staronovým nováčkem SK Arsenal Husovice. Po dalších 22 zápasech v divizi z toho bylo vytoužené první místo v tabulce a tím pádem účast v kvalifikačním turnaji o postup do Státní ligy (nejvyšší soutěže). Slezská odehrála v boji o ligu zápasy proti SK Pardubice, SK Čechie Karlín, FTC Fiľakovo a DFC Prag doma na Staré střelnici i na hřištích soupeřů a po 3 výhrách, 4 remízách a 1 prohře (na hřišti FTC Fiľakovo) skončila na prvním místě kvalifikační tabulky.
Po třech letech v divizi SK Slezská Ostrava poprvé postoupila do Státní ligy (nejvyšší soutěže), ve které odehrála na Staré střelnici 22. srpna 1937 svůj první ligový zápas. Soupeřem jí byl 1. ČsŠK Bratislava, nad kterým Slezská slavně vyhrála 4:1. První ligový gól za Slezskou dal podle oficiálního zápisu z tohoto utkání Jaroslav Moták, ale podle očitého svědectví klubového kronikáře jej vstřelil Josef Sulkovský. Slezská hrála na tomto stadionu nejvyšší soutěž dále v letech 1937–1940, 1943–1949 a 1951–1958, kdy největší úspěchem byl v roce 1954 titul vicemistra země. Nejvyšším rozdílem ve své historii na Staré střelnici vyhrála Slezská 14. října 1956 v zápase proti Spartaku Hradec Králové (10:1). Divácký rekord domácí Slezské byl zaznamenán při ligovém zápase se Spartou, který v sezóně 1943/44 navštívilo 36 000 diváků. V tomto ročníku se tribuny prohýbaly i v zápase se Slávií, který navštívilo 33 000 diváků, nebo také při mezizemském utkání Morava – Čechy (1:3), který 14. května 1944 navštívilo 35 000 diváků.
Po komunistickém převratu v roce 1948 chtělo vedení znárodněných dolů odebrat Slezské stadion Stará střelnice a „předat ho šachtám Trojice a Bezruč, které nemají pro své zaměstnance hřiště“. Situaci nakonec urovnal tehdejší předseda Jednotného národního výboru (dnešní funkce primátora) Josef Kotas, ale klub se musel stejně tak jako další zapojit do "sjednocené tělovýchovy" a přejmenovat se na "JTO Sokol Trojice Ostrava" podle nedalekého dolu Trojice.

### Proměny okolí stadionu
Na konci války v roce 1945 byla zbourána budova blízké stejnojmenné restaurace (hostince) Stará střelnice z roku 1874, která je patrná z mnohých fotografií v pozadí těsně za stadionem. Tuto restauraci neplést s hostincem U Dubu, kde byl založen SK Slezská Ostrava a jehož budova stála v letech 1872–1944 o kousek dál v místech dnešního památníku založení klubu.

### Stěhování na Bazaly
Již v roce 1936, kdy Slezská hrála třetím rokem Moravskoslezskou divizi (tehdy druhou nejvyšší soutěž) a byla adeptem na postup do nejvyšší soutěže, se objevují výhrady k zázemí a regulérnosti Staré střelnice. Hráči si sice pochvalovali těsný kontakt s publikem, ale zároveň se podle klubové kroniky v útrobách hlavní tribuny tísnili v malé kabince, přitom hned vedle byli rozhodčí, kteří tak mohli slyšet každé jejich slovo. Hráče i diváky trápil také škvárový povrch, na kterém se vzhledem ke svažitému terénu při deštivém počasí tvořily v jednom z rohů kaluže, jenž museli odčerpávat hasiči. V horkých dnech zase bylo třeba škváru kropit, aby se tolik neprášilo. I tak obvykle stačilo pár minut hry a především na severozápadní tribuně pod uhelnou lanovkou to kvůli uhelnému prachu a mazivům z ní odkapávajícím to opět vypadalo jako v dole.
Stará střelnice tak už z hygienických, společenských i ryze sportovních důvodů přestávala koncem 50. let vyhovovat ligovému fotbalu. Ústřední sekce kopané ČSTV především požadovala, aby se ligová střetnutí hrála na trávě, ale Baníku udělovala výjimku. Pro funkcionáře klubu však bylo rok od roku těžší přesvědčovat komisaře o tom, že se stavem jejich škvárového hřiště nelze nic dělat. V Ostravě mezitím vyrostl Stadion odborářů v městské části Mariánské Hory a Fifejdy (v místech dnešního OC Futurum) s travnatým hřištěm. Posloužil krajské spartakiádě v roce 1955, ale jinak moc využíván nebyl. Jako výhodná se však jevila jeho poloha uprostřed města a ideální spojení tramvajemi, autobusy i trolejbusy. Proto mnoho lidí chtělo, aby byl zčásti přestavěn pro potřeby Baníku, což by byla levnější varianta, než výstavba nového stadionu na Bazalech. Jenže s tím nesouhlasili funkcionáři Baníku, kteří prosazovali myšlenku, že mužstvo musí hrát ve Slezské Ostravě, protože klub vznikl na pravém břehu Ostravice a měl by na něm také zůstat. To se jim nakonec podařilo, neboť i stavba stadionu na Bazalech byla podpořena činností mnoha dobrovolníků podobně jako stavba stadionu na Staré střelnici.
Stadion na Staré střelnici sloužil Baníku Ostrava přes 24 let, tedy do konce roku 1958, do kterého měl Baník udělenou poslední výjimku na škvárové hřiště. Závěrečný zápas na Staré střelnici tak odehrál 30. listopadu 1958 v rámci 13. kola první fotbalové ligy proti Tatranu Prešov (0:0). Staromilci v řadách fanoušků nesli stěhování Slezanů nelibě, zato tehdejší nový trenér Baníku Jaroslav Vejvoda, který vedení klubu přesvědčoval, že podmínkou dobrého výkonu týmu je i dostatečně kvalitní zázemí, našel na Bazalech podstatně lepší podmínky pro práci s mužstvem. Tým měl odehrát na novém stadionu Bazaly již první jarní domácí zápas 29. března 1959 v rámci 15. kola proti ČH Bratislava (1:1), ale musel jej přeložit právě na Stadion odborářů, protože na čerstvě položeném trávníku na Bazalech ještě nebylo možné hrát utkání. To první zde tedy odehrál až 19. dubna 1959 v rámci 17. kola proti Ústí nad Labem (2:3).
Zajímavostí bylo, že na Bazaly byla pro první roky převezena původní dřevěná tribuna ze Staré střelnice. Ta na Bazalech sloužila až do roku 1965, než byla zahájena stavba nové hlavní tribuny s ocelovou konstrukcí pro čtyři tisíce sedících diváků.

## Současnost
V současné době není po stadionu Stará střelnice ani památky, na jeho místě se nachází část čtyřproudé Frýdecké ulice a hala skladu firmy AT Computers. Hala byla koncem 90. let stavěna jako první hypermarket ve Slezské Ostravě, ale tento záměr nebyl po krachu investora naplněn. Koncem roku 2002 ji odkoupila zmiňovaná firma AT Computers a do její přestavby na své logistické centrum investovala zhruba 100 miliónů korun.
S centrem Moravské Ostravy spojovala Starou střelnici pěší lávka ústící k ulici Střelniční. Nejstarší Střelniční lávka byla dřevěná, byla postavena v roce 1852 v souvislosti se založením moravsko-ostravského střeleckého spolku a měla zajistit pohodlnější dostupnost jeho areálu z centra města. V roce 1880 byla za velké povodně odplavena a o rok později byla nahrazena kamennou lávkou podle návrhu stavitele F. J. Böhma. Tu v roce 1895 nahradila ocelová lávka vyrobená ve Vítkovických železárnách. Vzhledem k desetitisícovým davům, které tenkrát mířily na zápasy Slezské, pouštěli policisté chodce na lávku po skupinách, aby nedošlo k jejímu přetížení. V roce 1999 sváděli ostravští památkáři boj o záchranu lávky, ale kvůli jejímu nevyhovujícímu technickému stavu byla stržena. Zůstaly z ní po obou stranách řeky zděné pilíře, které byly v roce 2015 zrekonstruovány.